# Біатлон на зимових Олімпійських іграх 1994 — естафета (жінки)
Жіноча біатлонна естафета в програмі зимових Олімпійських ігор 1994 відбулася 25 лютого. За регламентом вона складалася з чотирьох етапів по 7,5 км. На кожному етапі спортсменки виконували дві стрільби: у положенні лежачи та положенні стоячи.

## Медалісти
| Золото                                                                    | Срібло                                                                           | Бронза                                                                  |
| Росія · Надія Таланова · Наталія Снитіна · Луїза Носкова · Анфіса Рєзцова | Німеччина · Уші Дізль · Антьє Мізерскі · Сімона Грайнер-Петтер-Мемм · Петра Шааф | Франція · Корінн Ніогре · Веронік Клодель · Дельфін Хайманн · Анн Бріян |

## Результати
| Місце | Номер | Країна                                                                          | Час                                        | Штрафи (Л+С)        | Відставання |
| ----- | ----- | ------------------------------------------------------------------------------- | ------------------------------------------ | ------------------- | ----------- |
| 1     | 2     | Росія Надія Таланова Наталія Снитіна Луїза Носкова Анфіса Рєзцова               | 1:47:19.5 27:21.1 27:25.4 26:59.0 25:34.0  | 0+0                 | +0.0        |
| 2     | 1     | Німеччина Уші Дізль Антьє Мізерскі Сімона Грайнер-Петтер-Мемм Петра Шааф        | 1:51:16.5 26:56.8 26:38.5 30:43.1 26:58.1  | 3+3 0+0 3+3 0+0     | +3:57.0     |
| 3     | 5     | Франція Корінн Ніогре Веронік Клодель Дельфін Хайманн Анн Бріян                 | 1:52:28.3 27:32.5 28:15.3 28:30.2 28:10.3  | 0+1 0+0 0+1         | +5:08.8     |
| 4     | 15    | Норвегія Анн Елен Шельбрей Аннетта Сіквелан Хільдегунн Фоссен Елін Крістіансен  | 1:54:08.1 29:36.7 28:21.2 28:17.0 27:53.2  | 0+2 0+1 0+0         | +6:48.6     |
| 5     | 7     | Україна Валентина Цербе Марина Сколота Олена Петрова Олена Огурцова             | 1:54:26,5 27:59.6 30:14.2 28:25.4 27:47.3  | 2+1 0+0 1+1 0+0 1+0 | +7:07.0     |
| 6     | 3     | Білорусь Ірина Кокуєва Наталія Перм'якова Наталія Риженкова Світлана Парамигіна | 1:54:55.1 30:10.9 29:19.5 28:43.9 26:40.8  | 5+3 4+0 1+1 0+2 0+0 | +7:35.6     |
| 7     | 6     | Чехія Яна Кулхава Їржина Пельцова Івета Книжкова Єва Гакова                     | 1:57:00.8 29:03.0 30:24.5 30:19.5 27:13.8  | 3+0 0+0 1+0 2+0 0+0 | +9:41.3     |
| 8     | 16    | США Бет Котс Джоан Сміт Лаура Таварес Джоан Гуетшоу                             | 1:57:35.9 31:35.2 27:34.7 28:15.4 30:10.6  | 0+3 0+0             | +10:16.4    |
| 9     | 4     | Швеція Єва-Карін Вестін Катаріна Екланд Марія Шиландер Хелене Дальберг          | 1:58:07.2 30:43.4 29:06.5 29:18.0 28:59.3  | 0+0 0+00            | +10:47.7    |
| 10    | 10    | Фінляндія Катя Холанті Туйя Сікіє Марі Лампінен Туйя Вуоксіала                  | 1:58:55.7 33:11.0 28:24.2 29:50.7 27:29.8  | 0+4 0+3 0+0 0+1 0+0 | +11:36.2    |
| 11    | 13    | Польща Анна Стера Хелена Міколайчик Агата Сушка Галина Питонь                   | 1:59:18.1 30:03.6 30:01.9 29:17.9 29:54.78 | 2+2 0+0 0+2 0+0 2+0 | +11:58.6    |
| 12    | 11    | Естонія Єлена Вшивцева Евелі Петерсон Кріста Лепік Мерле Віірмяя                | 1:59:30.4 29:31.4 29:10.4 29:33.6 31:15.0  | 0+2 0+0 0+1         | +12:10.9    |
| 13    | 8     | Болгарія Марія Манолова Надія Алексієва Катерина Дафовська Іва Шкодрєва         | 2:00:16.2 29:33.3 31:47.3 29:26.1 29:29.51 | 2+1 0+0 1+1 1+0 0+0 | +12:56.7    |
| 14    | 12    | КНР Лю Гюлань Сун Айцинь Ван Цзиньпін Ван Жіньфень                              | 2:01:08.8 30:42.8 28:51.0 33:04.2 28:30.8  | 2+3 0+0 2+2 0+1     | +13:49.3    |
| 15    | 14    | Канада Джейн Ісаксон Миріам Бедар Інгер-Крістін Берг Ліз Мелох                  | 2:02:22.7 31:42.6 27:20.9 32:15.6 31:03.6  | 3+3 0+0 3+0 0+3     | +15:03.2    |
| 16    | 17    | Румунія Адіна Шотропа Міхаела Кирстой Ана Роман Ілеана Іаношіу-Ханган           | 2:02:36.8 31:01.3 31:17.5 30:33.6 29:44.4  | 0+4 0+0 0+3 0+0 0+1 | +15:17.3    |
| 17    | 9     | Угорщина Анна Божік Бріджитта Берецкі Єва Семчак Беатріс Холеці                 | 2:08:27.6 31:37.1 32:11.0 31:49.9 32:49.6  | 0+5 0+2 0+1 0+0     | +21:08.1    |